# Не си играй с огъня
„Не си играй с огъня“ (на английски: Playing with Fire) е щатска семейна комедия от 2019 г. на режисьора Анди Фикман, по сценарий на Дан Юън и Мат Лийбърман и по сюжета на Юън. Във филма участват Джон Сина, Кийгън-Майкъл Кий, Джон Легуизамо, Бриана Хилдебранд, Денис Хейсбърт, Джуди Гриър и Кристиан Конвери.
Филмът е театрално пуснат от „Парамаунт Пикчърс“ на 8 ноември 2019 г. в Съединените щати. Това е третият филм на „Уолдън Медия“ от „Никелодеон Моувийс“, след „Паяжината на Шарлот“ и „Дора и градът на златото“.

## Актьорски състав
| Актьор             | Роля             |
| ------------------ | ---------------- |
| Джон Сина          | Джейк Карсън     |
| Кийгън-Майкъл Кий  | Марк Роджърс     |
| Джон Легуизамо     | Родриго Торес    |
| Бриана Хилдебранд  | Брин             |
| Денис Хейсбърт     | Командир Ричардс |
| Джуди Гриър        | Доктор Ейми Хикс |
| Тайлър Мейн        | Ейкс             |
| Крисчън Конвъри    | Уил              |
| Финли Роуз Слейтър | Зоуи             |

## Продукция
Снимките започват на 4 февруари 2019 г. в Бърнаби, Британска Колумбия, и завърши на 29 март. Визуалните ефекти и анимацията са направени в пост-продукция от „Индустриал Лайт и Меджик“.

## Пускане
Филмът е оригинално насрочен да бъде пуснат от 20 март 2020 г., но е преместен назад до 8 ноември 2019 г., който сменя оригиналната премиерна дата на „Соник: Филмът“, който бе отменен до 14 февруари 2020 г.

## В България
В България филмът е пуснат на същата дата от „Форум Филм България“.
На 27 декември 2021 г. е излъчен премиерно по „Нова телевизия“ в понеделник от 20:00 ч.
Български дублаж
| Озвучаващи артисти  | Петя Миладинова Ася Братанова Здравко Методиев Илиян Пенев Ивайло Велчев Стефан Сърчаджиев-Съра |
| Преводач            | Саша Добрева                                                                                    |
| Тонрежисьор         | Цветомир Цветков                                                                                |
| Режисьор на дублажа | Димитър Кръстев                                                                                 |